# Baron Godolphin
Baron Godolphin war ein erblicher britischer Adelstitel, der insgesamt dreimal verliehen wurde, je einmal in der Peerage of England, der Peerage of Great Britain und der Peerage of the United Kingdom.

## Verleihungen und Erlöschen

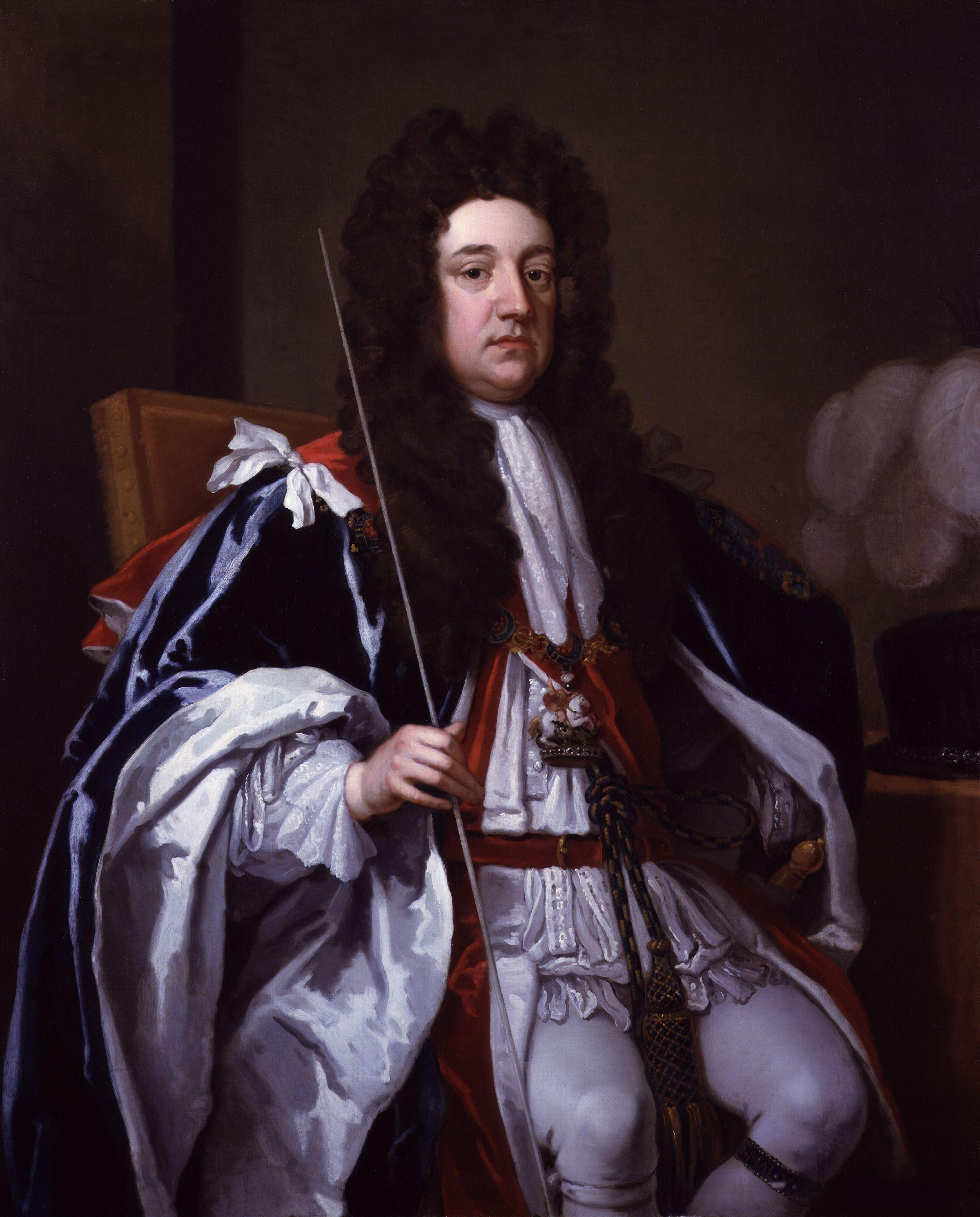
Sidney Godolphin, 1. Baron Godolphin

In erster Verleihung wurde am 28. September 1684 der Titel Baron Godolphin, of Rialton in the County of Cornwall, in der Peerage of England für den Politiker Sidney Godolphin geschaffen. Am 26. Dezember 1706 wurde er auch zum  Earl of Godolphin und Viscount Rialton erhoben. Bei seinem Tod im Jahr 1712 beerbte ihn sein Sohn Francis.
Am 23. Januar 1735 wurde für ebendiesen in zweiter Verleihung der Titel Baron Godolphin, of Helston in the County of Cornwall, in der Peerage of Great Britain geschaffen. Die Verleihung erfolgte mit dem besonderen Vermerk, dass dieser Titel beim Fehlen männlicher Nachkommen auch an männliche Nachkommen seines verstorbenen Onkels Rev. Henry Godolphin, Dekan von St. Paul’s, vererbbar sei. Als der 2. Earl am 17. Januar 1766 ohne männliche Nachkommen starb, erloschen das Earldom Godolphin, die Viscountcy Rialton und die Baronie Godolphin von 1684. Die Baronie Godolphin von 1735 erbte hingegen sein Cousin Francis Godolphin, 2. Baron Godolphin. Als dieser am 25. Mai 1785 kinderlos starb, erlosch auch dieser Titel.
In dritter Verleihung wurde am 14. Mai 1832 der Titel Baron Godolphin, of Farnham Royal in the County of Buckingham, in the Peerage of the United Kingdom für Lord Francis Osborne, den zweiten Sohn des 5. Duke of Leeds, geschaffen. Seine Großmutter war Lady Mary Godolphin, Tochter des 2. Earl of Godolphin. Beim Tod des 1. Barons im Jahr 1850 beerbte ihn sein ältester Sohn George, der 1859 von seinem Cousin auch den Titel Duke of Leeds erbte. Der Baronstitel Godolphin blieb fortan ein nachgeordneter Titel des jeweiligen Duke of Leeds, bis beide Titel beim Tod des 12. Duke of Leeds am 20. März 1964 erloschen.

## Liste der Barone Godolphin

### Erste Verleihung (1684)
- Sidney Godolphin, 1. Earl of Godolphin, 1. Baron Godolphin (1645–1712)
- Francis Godolphin, 2. Earl of Godolphin, 2. Baron Godolphin (1678–1766) (1735 zum Baron Godolphin erhoben)

### Zweite Verleihung (1735)
- Francis Godolphin, 2. Earl of Godolphin, 1. Baron Godolphin (1678–1766)
- Francis Godolphin, 2. Baron Godolphin (1707–1785)

### Dritte Verleihung (1832)
- Francis Osborne, 1. Baron Godolphin (1777–1850)
- George Osborne, 8. Duke of Leeds, 2. Baron Godolphin (1802–1872)
- George Osborne, 9. Duke of Leeds, 3. Baron Godolphin (1828–1895)
- George Osborne, 10. Duke of Leeds, 4. Baron Godolphin (1862–1927)
- John Osborne, 11. Duke of Leeds, 5. Baron Godolphin (1901–1963)
- Francis Osborne, 12. Duke of Leeds, 6. Baron Godolphin (1884–1964)